# Gil Heredia
Gilbert Heredia (né le 26 octobre 1965 à Nogales, Arizona, États-Unis) est un ancien lanceur droitier de baseball ayant joué dans les Ligues majeures de 1991 à 2001.

## Carrière
Gil Heredia fait ses débuts avec les Giants de San Francisco avec qui il dispute quelques matchs en 1991 et 1992. Le 18 août 1992, ils l'échangent aux Expos de Montréal en retour de Brett Jenkins.
Heredia dispute quatre saisons avec Montréal, qui l'utilise en relève. Après une saison chez les Rangers du Texas en 1996, il s'absente du jeu en 1997, pour revenir dans les majeures l'année suivante avec les A's d'Oakland.
Ces derniers en feront un lanceur partant, l'employant dans un rôle qui n'avait à peu près jamais été le sien depuis son entrée dans les majeures. Pour la première fois en carrière, le droitier dépasse les 200 manches au monticule au cours de la saison 1999, où il inscrit 13 victoires. En 2000, il atteint un sommet personnel de 15 victoires, puis prend sa retraite à l'issue de la saison 2001.